# 乃木坂スター誕生!SIX
『乃木坂スター誕生!SIX』（のぎざかスターたんじょう!シックス）は、2025年4月29日（28日深夜）から日本テレビで放送されている乃木坂46のバラエティ番組である。

## 概要
乃木坂46の6期生が過去に4期生・5期生が挑戦した『乃木坂スター誕生!』シリーズで「昭和歌謡」「平成の名曲」のヒットソングに初挑戦。先輩メンバーがサポートし、ともにフレッシュな彼女たちの魅力を伝える番組。
司会は前シリーズに続き、お笑いコンビ・オズワルドが務め、6期生にとっては当番組が初めての単独レギュラー番組となる。
毎回、オズワルドの2人と6期生メンバー1人で「居残り楽屋トーク」というコーナーが行われている。
放送終了後、未公開映像を併せてショートドキュメンタリー映像「6期生の挑戦」のタイトルでHuluで配信。
2025年5月9日、『乃木坂配信中』で本番組初収録の模様に密着した楽屋カメラによる映像を公開した。
公式サイト（X、Instagram、TikTok）は、前作から継続して使用している。

## 出演者
司会 
- オズワルド（畠中悠・伊藤俊介）[1]

 出演 
- 乃木坂46[1]
  - 6期生：愛宕心響、大越ひなの、小津玲奈[注 2]、海邉朱莉、川端晃菜、鈴木佑捺、瀬戸口心月、長嶋凛桜、増田三莉音、森平麗心、矢田萌華

- 先輩メンバー
  - 久保史緒里 - 第1回[1]
  - 井上和 - 第2回[11]
  - 小川彩 - 第3回[12]
  - 賀喜遥香 - 第4回[13]
  - 筒井あやめ - 第5回[14]
  - 五百城茉央 - 第6回[15]
  - 一ノ瀬美空 - 第7回[16]
  - 伊藤理々杏 - 第8回[17]
  - 吉田綾乃クリスティー - 第9回[18]
  - 奥田いろは - 第10回[19]
  - 遠藤さくら - 第11回[20]
  - 川﨑桜 - 第12回[21]
  - 弓木奈於 - 第13回[22]
  - 林瑠奈 - 第14回[23]
  - 岡本姫奈 - 第15回[24]
  - 菅原咲月 - 第16回[25]

## 放送日程

### 2025年
| 回 | 放送日  | 放送内容 | 曲                                                     | 歌唱                                                                      | 居残り 楽屋トーク | 備考            |
| -- | ------- | --- | ------------------------------------------------------ | ------------------------------------------------------------------------- | ----------------- | --------------- |
| 1  | 4月29日 | 新シーズンは6期生!▽海邉「Jupiter」▽3期生・久保史緒里が登場! 長嶋&森平「にじいろ」▽全員で「じょいふる」                                    | いきものがかり『じょいふる』                           | 6期生全員                                                                 | -                 | [ 注 3 ] [ 3 ]  |
| 1  | 4月29日 | 新シーズンは6期生!▽海邉「Jupiter」▽3期生・久保史緒里が登場! 長嶋&森平「にじいろ」▽全員で「じょいふる」                                    | 絢香『にじいろ』                                       | 久保史緒里、森平麗心、長嶋凛桜                                            | -                 | [ 注 3 ] [ 3 ]  |
| 1  | 4月29日 | 新シーズンは6期生!▽海邉「Jupiter」▽3期生・久保史緒里が登場! 長嶋&森平「にじいろ」▽全員で「じょいふる」                                    | 平原綾香『Jupiter』                                    | 海邉朱莉                                                                  | -                 | [ 注 3 ] [ 3 ]  |
| 2  | 5月6日  | 5期生・井上和が登場! 愛宕と「いのちの歌」▽鈴木「明日、春が来たら」▽小津&矢田「メリッサ」                                                  | ポルノグラフィティ『メリッサ』                         | 小津玲奈、矢田萌華                                                        | 矢田萌華          | [ 注 3 ] [ 26 ] |
| 2  | 5月6日  | 5期生・井上和が登場! 愛宕と「いのちの歌」▽鈴木「明日、春が来たら」▽小津&矢田「メリッサ」                                                  | 松たか子『明日、春が来たら』                           | 鈴木佑捺                                                                  | 矢田萌華          | [ 注 3 ] [ 26 ] |
| 2  | 5月6日  | 5期生・井上和が登場! 愛宕と「いのちの歌」▽鈴木「明日、春が来たら」▽小津&矢田「メリッサ」                                                  | 竹内まりや『いのちの歌』                               | 井上和、愛宕心響                                                          | 矢田萌華          | [ 注 3 ] [ 26 ] |
| 3  | 5月13日 | 5期生・小川彩が登場! 川端&増田と「Mela!」▽瀬戸口「Hello, Again 〜昔からある場所〜」▽大越&愛宕&長嶋「僕に彼女ができたんだ」                | My Little Lover『Hello, Again 〜昔からある場所〜』     | 瀬戸口心月                                                                | 森平麗心          | [ 27 ]          |
| 3  | 5月13日 | 5期生・小川彩が登場! 川端&増田と「Mela!」▽瀬戸口「Hello, Again 〜昔からある場所〜」▽大越&愛宕&長嶋「僕に彼女ができたんだ」                | 緑黄色社会『Mela!』                                    | 小川彩、川端晃菜、増田三莉音                                              | 森平麗心          | [ 27 ]          |
| 3  | 5月13日 | 5期生・小川彩が登場! 川端&増田と「Mela!」▽瀬戸口「Hello, Again 〜昔からある場所〜」▽大越&愛宕&長嶋「僕に彼女ができたんだ」                | SHISHAMO『僕に彼女ができたんだ』                       | 愛宕心響、大越ひなの、長嶋凛桜                                            | 森平麗心          | [ 27 ]          |
| 4  | 5月20日 | 4期生・賀喜遥香が登場! 大越&小津と「POP STAR」▽鈴木&森平「リルラ リルハ」▽川端&矢田「PEACH」▽6期生の絵心チェック                          | 大塚愛『PEACH』                                        | 矢田萌華、川端晃菜                                                        | 長嶋凛桜          | [ 28 ] [ 注 4 ] |
| 4  | 5月20日 | 4期生・賀喜遥香が登場! 大越&小津と「POP STAR」▽鈴木&森平「リルラ リルハ」▽川端&矢田「PEACH」▽6期生の絵心チェック                          | 木村カエラ『リルラ リルハ』                            | 鈴木佑捺、森平麗心                                                        | 長嶋凛桜          | [ 28 ] [ 注 4 ] |
| 4  | 5月20日 | 4期生・賀喜遥香が登場! 大越&小津と「POP STAR」▽鈴木&森平「リルラ リルハ」▽川端&矢田「PEACH」▽6期生の絵心チェック                          | 平井堅『POP STAR』                                     | 賀喜遥香、大越ひなの、小津玲奈                                            | 長嶋凛桜          | [ 28 ] [ 注 4 ] |
| 5  | 5月27日 | 筒井あやめが登場! 鈴木と「コイスルオトメ」▽森平「プロローグ」▽瀬戸口＆海邉＆愛宕＆小津＆川端＆長嶋「オドループ」                          | フレデリック『オドループ』                             | Vocal：海邉朱莉、瀬戸口心月 Dance：愛宕心響、小津玲奈、川端晃菜、長嶋凛桜 | -                 | [ 4 ]           |
| 5  | 5月27日 | 筒井あやめが登場! 鈴木と「コイスルオトメ」▽森平「プロローグ」▽瀬戸口＆海邉＆愛宕＆小津＆川端＆長嶋「オドループ」                          | Uru『プロローグ』                                      | 森平麗心                                                                  | -                 | [ 4 ]           |
| 5  | 5月27日 | 筒井あやめが登場! 鈴木と「コイスルオトメ」▽森平「プロローグ」▽瀬戸口＆海邉＆愛宕＆小津＆川端＆長嶋「オドループ」                          | いきものがかり『コイスルオトメ』                       | 筒井あやめ、鈴木佑捺                                                      | -                 | [ 4 ]           |
| 6  | 6月3日  | 5期生・五百城茉央が登場!森平と「ソラニン」▽長嶋「CHE.R.RY」▽矢田&瀬戸口&増田&川端&愛宕「パプリカ」                                        | Foorin『パプリカ』                                     | 愛宕心響、川端晃菜、瀬戸口心月、増田三莉音、矢田萌華                      | 大越ひなの        | [ 29 ] [ 注 5 ] |
| 6  | 6月3日  | 5期生・五百城茉央が登場!森平と「ソラニン」▽長嶋「CHE.R.RY」▽矢田&瀬戸口&増田&川端&愛宕「パプリカ」                                        | YUI『CHE.R.RY』                                        | 長嶋凛桜                                                                  | 大越ひなの        | [ 29 ] [ 注 5 ] |
| 6  | 6月3日  | 5期生・五百城茉央が登場!森平と「ソラニン」▽長嶋「CHE.R.RY」▽矢田&瀬戸口&増田&川端&愛宕「パプリカ」                                        | ASIAN KUNG-FU GENERATION『ソラニン』                   | 五百城茉央、森平麗心                                                      | 大越ひなの        | [ 29 ] [ 注 5 ] |
| 7  | 6月10日 | 5期生・一ノ瀬美空が登場! 小津&川端と「(RE)PLAY」▽大越&鈴木「女の子は誰でも」▽海邉&愛宕「KISSして」                                        | 東京事変『女の子は誰でも』                             | 大越ひなの、鈴木佑捺                                                      | -                 | [ 5 ]           |
| 7  | 6月10日 | 5期生・一ノ瀬美空が登場! 小津&川端と「(RE)PLAY」▽大越&鈴木「女の子は誰でも」▽海邉&愛宕「KISSして」                                        | KOH+『KISSして』                                       | 愛宕心響、海邉朱莉                                                        | -                 | [ 5 ]           |
| 7  | 6月10日 | 5期生・一ノ瀬美空が登場! 小津&川端と「(RE)PLAY」▽大越&鈴木「女の子は誰でも」▽海邉&愛宕「KISSして」                                        | 三浦大知『(RE)PLAY』                                   | 一ノ瀬美空、小津玲奈、川端晃菜                                            | -                 | [ 5 ]           |
| 8  | 6月17日 | 3期生・伊藤理々杏が登場! 海邉と「ノーダウト」▽小津「さよならエレジー」▽大越&瀬戸口&矢田「スターラブレイション」                           | Official髭男dism『ノーダウト』                         | 伊藤理々杏、海邉朱莉                                                      | 小津玲奈          | [ 10 ] [ 注 4 ] |
| 8  | 6月17日 | 3期生・伊藤理々杏が登場! 海邉と「ノーダウト」▽小津「さよならエレジー」▽大越&瀬戸口&矢田「スターラブレイション」                           | 菅田将暉『さよならエレジー』                           | 小津玲奈                                                                  | 小津玲奈          | [ 10 ] [ 注 4 ] |
| 8  | 6月17日 | 3期生・伊藤理々杏が登場! 海邉と「ノーダウト」▽小津「さよならエレジー」▽大越&瀬戸口&矢田「スターラブレイション」                           | ケラケラ『スターラブレイション』                       | 大越ひなの、瀬戸口心月、矢田萌華                                          | 小津玲奈          | [ 10 ] [ 注 4 ] |
| 9  | 6月24日 | 3期生・吉田綾乃クリスティー登場! 長嶋&矢田と「クラゲ、流れ星」▽川端「駅」▽大越&増田&盛平「明日はきっといい日になる」                      | 竹内まりや『駅』                                       | 川端晃菜                                                                  | 川端晃菜          | [ 30 ]          |
| 9  | 6月24日 | 3期生・吉田綾乃クリスティー登場! 長嶋&矢田と「クラゲ、流れ星」▽川端「駅」▽大越&増田&盛平「明日はきっといい日になる」                      | 高橋優『明日はきっといい日になる』                     | 大越ひなの、増田三莉音、森平麗心                                          | 川端晃菜          | [ 30 ]          |
| 9  | 6月24日 | 3期生・吉田綾乃クリスティー登場! 長嶋&矢田と「クラゲ、流れ星」▽川端「駅」▽大越&増田&盛平「明日はきっといい日になる」                      | 大塚愛『クラゲ、流れ星』                               | 吉田綾乃クリスティー、長嶋凛桜、矢田萌華                                  | 川端晃菜          | [ 30 ]          |
| 10 | 7月1日  | 5期生・奥田いろは登場! 瀬戸口と「明日への手紙」▽愛宕&大越「RPG」矢田&川端&鈴木「決意の朝に」                                              | Aqua Timez『決意の朝に』                               | 川端晃菜、鈴木佑捺、矢田萌華                                              | 海邉朱莉          | [ 31 ]          |
| 10 | 7月1日  | 5期生・奥田いろは登場! 瀬戸口と「明日への手紙」▽愛宕&大越「RPG」矢田&川端&鈴木「決意の朝に」                                              | 手嶌葵『明日への手紙』                                 | 奥田いろは、瀬戸口心月                                                    | 海邉朱莉          | [ 31 ]          |
| 10 | 7月1日  | 5期生・奥田いろは登場! 瀬戸口と「明日への手紙」▽愛宕&大越「RPG」矢田&川端&鈴木「決意の朝に」                                              | SEKAI NO OWARI『RPG』                                  | 愛宕心響、大越ひなの                                                      | 海邉朱莉          | [ 31 ]          |
| 11 | 7月8日  | 4期生・遠藤さくらが登場! 大越と「愛の言霊〜Spiritual Message〜」▽鈴木&瀬戸口&長嶋&増田&矢田「夏祭り」▽愛宕&鈴木「花に亡霊」               | JITTERIN'JINN『夏祭り』                                | 鈴木佑捺、瀬戸口心月、長嶋凛桜、増田三莉音、矢田萌華                      | -                 | [ 6 ]           |
| 11 | 7月8日  | 4期生・遠藤さくらが登場! 大越と「愛の言霊〜Spiritual Message〜」▽鈴木&瀬戸口&長嶋&増田&矢田「夏祭り」▽愛宕&鈴木「花に亡霊」               | サザンオールスターズ『愛の言霊 〜Spiritual Message〜』 | 遠藤さくら、大越ひなの                                                    | -                 | [ 6 ]           |
| 11 | 7月8日  | 4期生・遠藤さくらが登場! 大越と「愛の言霊〜Spiritual Message〜」▽鈴木&瀬戸口&長嶋&増田&矢田「夏祭り」▽愛宕&鈴木「花に亡霊」               | ヨルシカ『花に亡霊』                                   | 愛宕心響、鈴木佑捺                                                        | -                 | [ 6 ]           |
| 12 | 7月15日 | 5期生・川崎桜が登場! 鈴木と「あたしを彼女にしたいなら」▽海邉&森平「灰色と青(+菅田将暉)」▽愛宕&川端&瀬戸口&長嶋「サママ・フェスティバル!」 | 米津玄師『灰色と青（+菅田将暉）』                      | 海邉朱莉、森平麗心                                                        | 増田三莉音        | [ 32 ]          |
| 12 | 7月15日 | 5期生・川崎桜が登場! 鈴木と「あたしを彼女にしたいなら」▽海邉&森平「灰色と青(+菅田将暉)」▽愛宕&川端&瀬戸口&長嶋「サママ・フェスティバル!」 | Mrs. GREEN APPLE『サママ・フェスティバル!』            | 愛宕心響、川端晃菜、瀬戸口心月、長嶋凛桜                                  | 増田三莉音        | [ 32 ]          |
| 12 | 7月15日 | 5期生・川崎桜が登場! 鈴木と「あたしを彼女にしたいなら」▽海邉&森平「灰色と青(+菅田将暉)」▽愛宕&川端&瀬戸口&長嶋「サママ・フェスティバル!」 | コレサワ『あたしを彼女にしたいなら』                   | 川﨑桜、鈴木佑捺                                                          | 増田三莉音        | [ 32 ]          |
| 13 | 7月22日 | 4期生・弓木奈於が登場! 長嶋&森平と「恋泥棒。」▽大越「やさしい気持ち」▽海邉&鈴木&矢田「恋音と雨空」                                        | Chara『やさしい気持ち』                                | 大越ひなの                                                                | 瀬戸口心月        | [ 33 ] [ 注 6 ] |
| 13 | 7月22日 | 4期生・弓木奈於が登場! 長嶋&森平と「恋泥棒。」▽大越「やさしい気持ち」▽海邉&鈴木&矢田「恋音と雨空」                                        | AAA『恋音と雨空』                                      | 海邉朱莉、鈴木佑捺、矢田萌華                                              | 瀬戸口心月        | [ 33 ] [ 注 6 ] |
| 13 | 7月22日 | 4期生・弓木奈於が登場! 長嶋&森平と「恋泥棒。」▽大越「やさしい気持ち」▽海邉&鈴木&矢田「恋音と雨空」                                        | ユイカ『恋泥棒。』                                     | 弓木奈於、長嶋凛桜、森平麗心                                              | 瀬戸口心月        | [ 33 ] [ 注 6 ] |
| 14 | 7月29日 | 4期生・林瑠奈が登場! 大越と「Rolling star」▽愛宕&矢田「渚にまつわるエトセトラ」▽増田&海邉&川端「世界で一番熱い夏」                        | PUFFY『渚にまつわるエトセトラ』                        | 愛宕心響、矢田萌華                                                        | 鈴木佑捺          | [ 34 ]          |
| 14 | 7月29日 | 4期生・林瑠奈が登場! 大越と「Rolling star」▽愛宕&矢田「渚にまつわるエトセトラ」▽増田&海邉&川端「世界で一番熱い夏」                        | PRINCESS PRINCESS『世界でいちばん熱い夏』              | 海邉朱莉、川端晃菜、増田三莉音                                            | 鈴木佑捺          | [ 34 ]          |
| 14 | 7月29日 | 4期生・林瑠奈が登場! 大越と「Rolling star」▽愛宕&矢田「渚にまつわるエトセトラ」▽増田&海邉&川端「世界で一番熱い夏」                        | YUI『Rolling Star』                                    | 林瑠奈、大越ひなの                                                        | 鈴木佑捺          | [ 34 ]          |
| 15 | 8月5日  | 5期生・岡本姫奈が登場! 鈴木と「女の子は泣かない」▽愛宕「ね〜え?」▽森平&瀬戸口「あの夢をなぞって」                                         | 松浦亜弥『ね〜え?』                                    | 愛宕心響                                                                  | 愛宕心響          | [ 35 ]          |
| 15 | 8月5日  | 5期生・岡本姫奈が登場! 鈴木と「女の子は泣かない」▽愛宕「ね〜え?」▽森平&瀬戸口「あの夢をなぞって」                                         | YOASOBI『あの夢をなぞって）』                          | 瀬戸口心月、森平麗心                                                      | 愛宕心響          | [ 35 ]          |
| 15 | 8月5日  | 5期生・岡本姫奈が登場! 鈴木と「女の子は泣かない」▽愛宕「ね〜え?」▽森平&瀬戸口「あの夢をなぞって」                                         | 片平里菜『女の子は泣かない』                           | 岡本姫奈、鈴木佑捺                                                        | 愛宕心響          | [ 35 ]          |
| 16 | 8月12日 | 5期生・菅原咲月が登場! 瀬戸口と「夢見る少女じゃいられない」▽長嶋&鈴木「少年時代」▽川端&増田&海邉&森平「夏の思い出」                       | ケツメイシ『夏の思い出』                               | 海邉朱莉、川端晃菜、増田三莉音、森平麗心                                  | -                 | [ 7 ]           |
| 16 | 8月12日 | 5期生・菅原咲月が登場! 瀬戸口と「夢見る少女じゃいられない」▽長嶋&鈴木「少年時代」▽川端&増田&海邉&森平「夏の思い出」                       | 井上陽水『少年時代』                                   | 鈴木佑捺、長嶋凛桜                                                        | -                 | [ 7 ]           |
| 16 | 8月12日 | 5期生・菅原咲月が登場! 瀬戸口と「夢見る少女じゃいられない」▽長嶋&鈴木「少年時代」▽川端&増田&海邉&森平「夏の思い出」                       | 相川七瀬『夢見る少女じゃいられない』                   | 菅原咲月、瀬戸口心月                                                      | -                 | [ 7 ]           |

## 放送時間
| 放送期間        | 放送日時                     | 放送局         | 対象地域   | 備考              |
| --------------- | ---------------------------- | -------------- | ---------- | ----------------- |
| 2025年4月29日 - | 火曜 1:29 - 1:59（月曜深夜） | 日本テレビ     | 関東広域圏 | 制作局            |
|                 |                              | ミヤギテレビ   | 宮城県     |                   |
| 2025年5月6日 -  |                              | 福岡放送       | 福岡県     |                   |
| 2025年5月7日 -  | 水曜 1:04 - 1:34（火曜深夜） | 四国放送       | 徳島県     |                   |
| 2025年5月10日 - | 土曜 0:59 - 1:29（金曜深夜） | 北日本放送     | 富山県     |                   |
| 2025年5月13日 - | 火曜 0:59 - 1:29（月曜深夜） | 山梨放送       | 山梨県     |                   |
| 2025年5月21日 - | 水曜 1:04 - 1:34（火曜深夜） | テレビ新潟     | 新潟県     |                   |
| 2025年6月8日 -  | 日曜 2:25 - 2:55（土曜深夜） | 中京テレビ放送 | 中京広域圏 | [ 注 7 ] [ 注 8 ] |

## スタッフ
- 企画プロデュース：秋元康[38]
- ナレーション：じんぼぼんじ[39]
- 構成：三田卓人、橋本圭太朗、須長晋之介
- TM：大越克人(#1 - 6)、保苅寛之(#7 - 16)
- SW：中村哲也(#1 - 8、#13 - 16)、萩野高康(#9 - 12)
- CAM：早川智晃(#1 - 5)、萩野高康(#6 - 8、#13 - 16)、中村哲也(#9 - 12)
- VE：笈川太(#1 - 3)、向山江梨佳(#4 - 5、#9 - 16)、古手川大(#6 - 8)
- MIX：宮内貞
- 技術協力：NiTRO
- 照明：栗山真純（日テレアート）
- 美術：髙野泰人（日テレアート）
- 編集：塩原裕弥（Eno Studio）
- MA：岡村奈央（casinodrlve）
- 音効：佐藤裕二（KRエンタープライズ）
- 音楽：カンケ[40]
- 振付：高田あゆみ
- 編曲：鈴木マサキ、Yuki Nakano、根岸和寿
- コーラス：橋本みゆき、勝桂子、洸美-hiromi
- 宣伝：佐野絵梨
- 制作デスク：二宮愛
- タイトル：熊谷千恵子
- チーフディレクター：福田達朗
- ディレクター：小室貴哉、松本匡貴、竹内愛雅、川西瑛太、大内実夢、増井かるな、陶守美琴(#2 - 14)、芳賀紗織(#7 - 16)、真船潤(#7 - 16)
- プロデューサー：毛利忍、塩出正樹(#1 - 7)、升野太誠(#8 - 16)、増田俊二郎、五十嵐邦延、黒柳法子、正木明日香、比留間晃則(#15 - 16)[38]
- 演出：佐藤正樹[38]
- 制作：植野浩之
- 企画制作：日本テレビ[38]
- 制作協力：サルベージ[38]
- 制作著作：「乃木坂スター誕生!SIX」製作委員会[38]
  - 関和紀、梅澤宏和、越智紗幸、高橋浩史、藤島礼華